# Albert Sambi Lokonga
Albert-Mboyo Sambi Lokonga (* 22. října 1999 Verviers) je belgický profesionální fotbalista, který hraje na pozici středního záložníka za anglický klub Luton Town FC, kde je na hostování z Arsenalu, a za belgický národní tým.

## Klubová kariéra

### Anderlecht
Poté, co se Sambi Lokonga připojil k akademii Anderlechtu v roce 2010, podepsal svou první profesionální smlouvu s klubem 10. listopadu 2017. Debutoval 22. prosince 2017 při ligovém vítězství 1:0 nad Eupenem, když odehrál celých 90 minut. Dne 18. srpna 2018 odehrál své první utkání v evropských pohárech, a to když v 77. minutě utkání základní skupiny Evropské ligy proti tureckému Fenerbahçe vystřídal kapitána Adriena Trebela. V listopadu 2019 Sambi prodloužil smlouvu s klubem do roku 2023.
Dne 27. září 2020 vstřelil svůj první gól své seniorské kariéry, a to při remíze 1:1 proti Eupenu.

### Arsenal
Dne 19. července 2021 přestoupil Sambi do londýnského Arsenalu za poplatek ve výši asi 17,5 miliónů euro. V klubu podepsal smlouvu do roku 2026. Svůj debut v anglické nejvyšší soutěži si odbyl 13. srpna, v 1. ligovém kole proti Brentfordu.

## Reprezentační kariéra
Poté, co Sambi dříve reprezentoval Belgii na úrovních do 17, 19 a 21 let, byl v březnu 2021 poprvé povolán do belgické seniorské reprezentace na přátelský zápas proti Řecku; do utkání však nezasáhl.

## Statistiky

### Klubové
K 23. srpnu 2021
| Klub       | Sezóna  | Liga               | Liga   | Liga | Národní pohár | Národní pohár | Ligový pohár | Ligový pohár | Evropské poháry | Evropské poháry | Ostatní | Ostatní | Celkem | Celkem |
| Klub       | Sezóna  | Liga               | Zápasy | Góly | Zápasy        | Góly          | Zápasy       | Góly         | Zápasy          | Góly            | Zápasy  | Góly    | Zápasy | Góly   |
| ---------- | ------- | ------------------ | ------ | ---- | ------------- | ------------- | ------------ | ------------ | --------------- | --------------- | ------- | ------- | ------ | ------ |
| Anderlecht | 2017/18 | Jupiler Pro League | 7      | 0    | 0             | 0             | —            | —            | 0               | 0               | 0       | 0       | 7      | 0      |
| Anderlecht | 2018/19 | Jupiler Pro League | 6      | 0    | 0             | 0             | —            | —            | 2               | 0               | —       | —       | 8      | 0      |
| Anderlecht | 2019/20 | Jupiler Pro League | 23     | 0    | 3             | 0             | —            | —            | —               | —               | —       | —       | 26     | 0      |
| Anderlecht | 2020/21 | Jupiler Pro League | 33     | 3    | 4             | 0             | —            | —            | —               | —               | —       | —       | 37     | 3      |
| Anderlecht | Celkem  | Celkem             | 69     | 3    | 7             | 0             | —            | —            | 2               | 0               | —       | —       | 78     | 3      |
| Arsenal    | 2021/22 | Premier League     | 2      | 0    | 0             | 0             | 0            | 0            | —               | —               | —       | —       | 2      | 0      |
| Celkem     | Celkem  | Celkem             | 71     | 3    | 7             | 0             | 0            | 0            | 2               | 0               | 0       | 0       | 80     | 3      |